# アルフォンス・ペノー

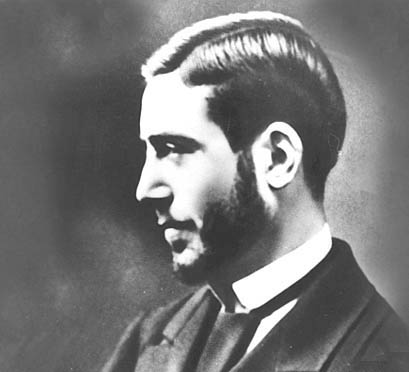
アルフォンス・ペノー

アルフォンス・ペノー（Alphonse Pénaud  、1850年5月31日 - 1880年10月22日）は19世紀フランスの航空の先駆者。パリ生まれ。海軍提督の息子であったが、生来の坐骨疾患のため軍務に就くことはなかった。
イギリスのジョージ・ケイリー卿と並び、近代航空工学の創始者と評価されている。1870年代に優れた模型飛行機を完成させ、後に少年期のライト兄弟に影響を与えた。実機も設計しており、これは引き込み脚、可動な操縦翼面などの先駆的な機構を備えた水陸両用機であったが、未製作に終わっている。数々の点で先見的な才を持ちながら世に認められず、若くして貧困と病による不遇のうちに自殺した。

## ペノーの飛行機械

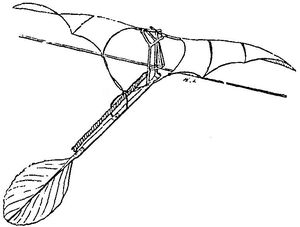
1871年の"Oiseau artificiel"（「人造鳥」）

ペノーは以下に挙げる物の前に、模型オーニソプターも製作している。

### プラノフォア
プラノフォア（Planaphore ）は今日のものとほぼ同様な、ゴム動力の模型飛行機である。主翼、尾翼、推進装置という動力機の基本的な要素を全て備えていた。主翼は単葉の固定翼で平面形はやや先細り、安定性を得るために上反角を持っていた。尾翼は胴体に対して負の取り付け角 を持った水平尾翼であった（オリジナル絵図のものに垂直尾翼が描かれていない）。そして推進装置は捻じったゴム紐を動力とする2枚羽のプロペラで、これは機体の尾部に取り付けられていた。1871年にパリで公開飛行に供された。   

#### プラノフォア機の構造と仕様

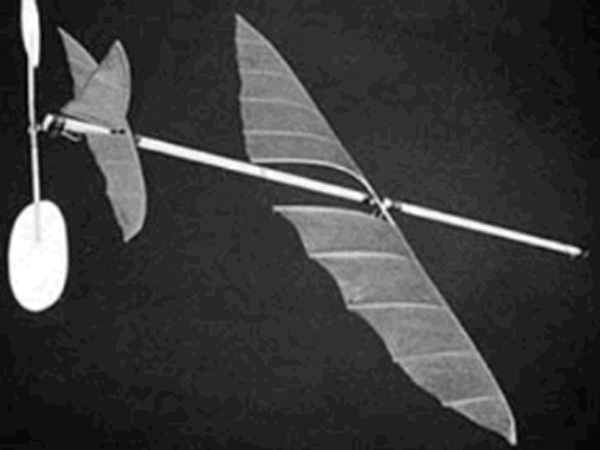
プラノフォア（垂直尾翼を追加したレプリカ）

動力ゴムが露出した一本胴（スティック型）の片面張り翼で、現在のライトプレーンに類似している。ただしプロペラは機尾に付く推進式で、主翼は前縁材のみで支持し後縁材はない。主翼中央部翼面は連続していない。この構造は、前年の1870年に製作したゴム動力ヘリコプターのローターと同様である。主翼（の前縁材）は、胴体の略中央に固定。重心は面積中心のやや前方。翼端は僅かに上がり（上反角）横安定を保つ。   
全長51cm、主翼全幅（スパン）46cm、プロペラ直径20cm、機体構造重量16g、動力ゴム重量5g、翼面積4.9平方デシメートル。水平尾翼は旋回飛行のときに機首が下がらないように主翼に対して8度の上げ舵になっている。

#### プラノフォア機の飛行記録
40ｍの距離を11秒で飛行した。出発し、5m上昇し、その後は絵図に示されていない小さな垂直舵に導かれて、水平に数回（several）の旋回飛行を行い、ゴム（巻き数240回）が戻りきったときに出発点付近に軟着陸した。飛行速度は3.7m/秒で、同じ翼面荷重の昆虫と同程度。動力ゴムの巻き数、エネルギーなどの評価は模型飛行機用動力ゴム項を参照。   
ゴムを60回巻いて弱い動力で飛ばしたとき、風速2.7m/秒の気流で地面に対して停止した。   
記録飛行は急旋回であり、バンク角は30～40度になる。水平面に投影される有効翼面積が減り、旋回気流によって水平尾翼は上向きの気流を受けて機首を下げるから、直線飛行のときに比べて飛行速度が大きくなり、必要な飛行エネルギーも増加する。上記の飛行速度の差は、旋回飛行と直線飛行の違いによる。模型飛行機の旋回に付いては模型航空機の安定を参照
オクターブ・シャヌートの文献（後記）に拠れば、プラノフォア機に先行する複数機の存在が示唆され、重心位置や主・尾翼の取り付け角差と縦安定に関する分析が行なわれたことが記されている。プラノフォア機も記録飛行以外の飛行計測が行なわれているから、ペノーは多数機による長期的なデータ採取を行っている。記録飛行はそれらを踏まえた、管理された飛行である。

### ヘリコプター（Hélice）

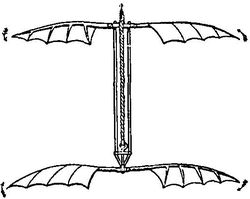
ペノーのヘリコプター

1870年製作。動力式の竹とんぼとでも言うべき構造のモデルで、こちらも現代の模型（または玩具）に同様のものが見られる。上下2つのローター（ピッチは反対になっている）とそれをつなぐ胴体、そして動力部から成る。上部のローターが回ると反作用で下部のローターが逆向きに回り、両者が揚力を発生して浮揚する。動力は捻じったゴムだった。
現代のフランス語で"Hélice"は プロペラを意味する。ヘリコプターを示すのは"Hélicoptère"である。

### 実機

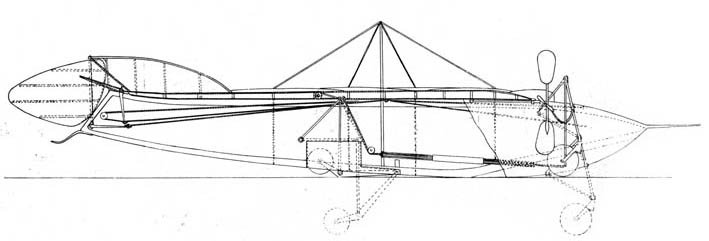
1876年案の設計図

1876年に特許申請。二人乗りで、単葉の水陸両用機である。垂直尾翼・水平尾翼に可動な操縦翼面（舵面）を持っていた。これらの操作は操縦桿１本に統合されており、牽引式の２つのプロペラは互いに反対方向に回転しトルクを打ち消しあう。主翼平面形は楕円翼で上面のふくらんだ翼型を持ち、２度の上反角、スポイラー、緩衝装置付きの引き込み脚、方位計、水平器、気圧高度計など、数々の先駆的な機構を備えていた。特に引き込み脚は有名である。
この用途に使用できるほど軽く、強力なエンジンが当時はまだ存在せず、またペノーは充分な資金を用意することができなかったため、設計のみで製作はされなかった。

## 後続の研究者に与えた影響
少年時代のライト兄弟が、父親に与えられた飛行玩具に感銘を受けたという逸話は有名だが、これはペノー式のヘリコプターであった。しかし無論、この時代にヘリコプターの実機はおろか飛行機もまた当然存在してはおらず、兄弟は「コウモリのおもちゃ」として売られていたものを父から買い与えられていたという。直接的にペノーの教えを受けた人物としては、オーストリアのヴィルヘルム・クレスがいる。